# Leckhampstead, Berkshire
Leckhampstead är en ort och civil parish i Storbritannien.   Den ligger i kommunen West Berkshire i riksdelen England, i den södra delen av landet, 90 km väster om huvudstaden London. Antalet invånare är 343. Arean är 7,1 kvadratkilometer. Leckhampstead gränsar till Peasemore.
Terrängen i Leckhampstead är platt.